# Krzysztof Niedziałkowski
Krzysztof Niedziałkowski (ur. 1978 w Warszawie) – polski socjolog, doktor habilitowany nauk społecznych w zakresie nauk socjologicznych.

## Życiorys
Absolwent II Liceum Ogólnokształcącego im. Stefana Batorego (matura 1997), absolwent Szkoły Głównej Handlowej (2002) i Uniwersytetu Warszawskiego (2004). W 2013 uzyskał stopień doktora nauk społecznych w dziedzinie socjologii w University of Leeds w Wielkiej Brytanii. W 2022 uzyskał stopień doktora habilitowanego w tej samej dyscyplinie (specjalność nauki socjologiczne) na podstawie rozprawy Instytucjonalne, strukturalne i strategiczne uwarunkowania wielopoziomowego współzarządzania środowiskiem w Polsce na przykładzie wybranych konfliktów przyrodniczych i przestrzennych w  Instytucie Filozofii i Socjologii Polskiej Akademii Nauk (PAN).
Od 2004 pracuje w Instytucie Biologii Ssaków Polskiej Akademii Nauk, od 2015 w Instytucie Filozofii i Socjologii PAN. Od 2025 jest zastępcą dyrektora ds. socjologii w Instytucie Filozofii i Socjologii PAN.
Jest członkiem Komitetu do spraw Kryzysu Klimatycznego PAN.